# Gösta Öberg
Gösta Fredrik Öberg, född 25 september 1909 i Östersund, Jämtlands län, död 30 maj 2007 i Uppsala, var en svensk läkare.

## Biografi
Gösta Öberg var son till regementspastorn Petrus Stefanus Öberg (1866–1937) och Fanny Kristina Teglund (1877–1950). Han hade en yngre bror, Einar Petrus Öberg (1916–2011). Han gifte sig den 9 juni 1937 med Ebba Elgenstierna (1909–2016) och de fick sonen Bo (född 1939) samt döttrarna Margareta (född 1942), Elisabet (född 1944) och Ingrid (född 1946).
Efter studentexamen 1929 valde han medicinska studier i Uppsala, där han utexaminerades 1932 som Medicine kandidat (med. kand.) och 1939 som Medicine licentiat (med. lic.). Efter att ha fått sin läkarlegitimation fick han en tjänst som underläkare vid barnmedicinska kliniken på Akademiska sjukhuset i Uppsala. Så småningom blev han specialist i pediatrik och hans djupa kunskaper och kompetens i ämnet ledde bland annat till vikariatsförordnande på professuren i pediatrik vid Uppsala universitet under sent 1940-tal. Hans engagemang i barn och barnens sjukdomar kvarstod genom hela hans fortsatta verksamhet som infektionsläkare. Han var en av Uppsalas sista familjeläkare som vid sidan av sin sjukhustjänst gjorde hembesök då han blev kallad.
Öberg tillhörde den första generationen infektionsläkare i Sverige och blev 1949 överläkare och chef för Epidemisjukhuset i Uppsala, en tjänst han innehade i 26 år. Polioepidemin i början av 1950-talet blev en stor prövning för landets epidemisjukhus. Öberg arbetade praktiskt taget dygnet runt hösten och vintern 1953. Ett mycket fruktbart samarbete utvecklades med öronläkare, narkosläkare och kirurger för att rädda de andningsförlamade patienterna. De första moderna respiratorerna togs i bruk. Öbergs insatser under polioepidemin belönades med ett hedersdoktorat 1958.
Han var också en omtyckt akademisk lärare. Han engagerade sig särskilt i sjuksköterskeutbildningen och var i många år ordförande i styrelsen för Uppsala sjuksköterskehems sjuksköterskeskola. Han skrev ett 20-tal uppsatser rörande pediatrik och infektionssjukdomar och var åren 1958–1959 president i Uppsala Rotary-klubb.
Makarna Öberg är begravda på Uppsala gamla kyrkogård.

## Utmärkelser
- RNO - Riddare av Nordstjärneorden.[2]